# Proupiary
Proupiary ist eine französische Gemeinde mit 64 Einwohnern (Stand 1. Januar 2022) im Département Haute-Garonne in der Region Okzitanien (zuvor Midi-Pyrénées). Die Einwohner werden als Proupiaryens bezeichnet.

## Geographie
Nachbargemeinden sind: Cazeneuve-Montaut, Auzas, Arnaud-Guilhem, Castillon-de-Saint-Martory und Sepx.

## Bevölkerungsentwicklung
| Jahr                      | 1962 | 1968 | 1975 | 1982 | 1990 | 1999 | 2008 | 2013 | 2016 | 2019 |
| ------------------------- | ---- | ---- | ---- | ---- | ---- | ---- | ---- | ---- | ---- | ---- |
| Einwohner                 | 47   | 51   | 50   | 71   | 53   | 56   | 67   | 72   | 71   | 71   |
| Quelle: Cassini und INSEE |      |      |      |      |      |      |      |      |      |      |

## Sehenswürdigkeiten
Siehe auch: Liste der Monuments historiques in Proupiary
- Kloster Bonnefont
- Kirche Sainte-Cathrine